# Mesene fissurata
Mesene fissurata är en fjärilsart som beskrevs av Hans Ferdinand Emil Julius Stichel 1929. Mesene fissurata ingår i släktet Mesene och familjen Riodinidae. Inga underarter finns listade i Catalogue of Life.